# Phacidium infestans
Phacidium infestans är en svampart som beskrevs av P. Karst. 1888. Phacidium infestans ingår i släktet Phacidium och familjen Phacidiaceae.  Arten är reproducerande i Sverige. Inga underarter finns listade i Catalogue of Life.

## Bildgalleri

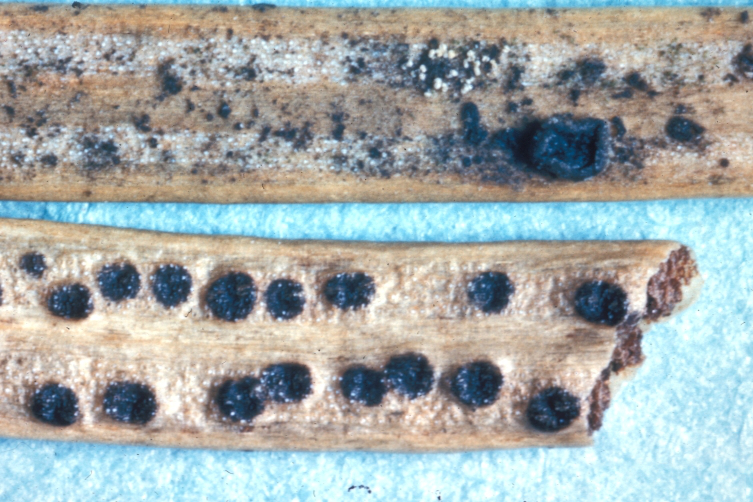